# سيليكون مسامي
السيليكون المسامي أو الكُثاب المسامي (بالإنجليزية: Porous Silicon)‏ هو شكل من العنصر الكيميائي السيليكون، ويحتوي على مسامات دقيقة وكثيفة. الأمر الذي يجعل نسبة المساحة السطحية إلى الحجم عالية جدا وبمعدل 500 م2 لكل سم3. هذه الخاصية جذبت اهتمام العلماء لهذه المادة لصناعة مجسات كيميائية وحيوية شديدة الحسية.

## إنتاج السيليكون المسامي
الطريقة الأكثر شيوعاً لانتاج السيليكون المسامي هي استخدام خلية كهروكيميائية بمحلول مخفف من حمض الهيدروفلوريك تركيز 5% (حمض الهيدروفلوريك شديد السُّمِّيّة ويجب التعامل معه بحذر) والإيثانول.